# Justicia kirkiana
Justicia kirkiana är en akantusväxtart som beskrevs av T. Anders.. Justicia kirkiana ingår i släktet Justicia och familjen akantusväxter. Inga underarter finns listade i Catalogue of Life.